# Nyss förtöjd
Nyss förtöjd är ett album med Musikgruppen KAL från 2003, som framför tonsatta dikter av Anders Wällhed.

## Låtlista
1. Livet i RoRo sjöfart
2. Stigbergs-Lasses sorglösa ballad (Musik: Malte Krook)
3. Morgonpsalm (till vännen och författaren Walter Nilsson)
4. So what
5. Balladen om en skeppshund
6. Nyss förtöjd
7. De é bara så. (Än lever minnet) (Musik: Malte Krook)
8. M/S Anrop (tillägnad offren vid Estoniakatastrofen)
9. Klädpressargränd nr 7
10. Hösten och fåglarna (Stigbergs-Lasse och kärleken)
11. Bakgårdsballad
12. Aktervåg

- Texter: Anders Wällhed
- Musik: Christer Larsson och Bosse Andersson

## Medverkande musiker
- Malte Krook
- Bosse Andersson
- Christer Larsson

Dessutom medverkar
- Douglas Möller
- Jörgen Lundqvist
- Ola Bjurman
- Mattias Mogren